# Bielefelder Alm
Bielefelder Alm é um estádio de futebol em Bielefeld, Alemanha. O estádio, que tem uma capacidade de 27 300, pertence ao clube de futebol DSC Arminia Bielefeld e usado principalmente para jogos do clube. Anteriormente denominada Stadion Alm, é atualmente conhecida como Schüco Arena devido a um acordo de patrocínio com os fabricantes de painéis solares e janelas com base em Bielefeld.

## Historia
O campo de futebol foi inaugurado em 1926, com terrenos adquiridos a partir de um fazendeiro chamado Lohmann. O estádio tem o seu antigo nome (Alm) porque ele não parecia um estádio de futebol nos primeiros anos e por isso um dos membros Arminia disse que apenas umas poucas vacas estavam desaparecidas, a fim de olhar como um Alm. Em 1957, ela tem a sua cobertura de grama e as arquibancadas foram construídas primeiro.
Até 1971 os stands estavam todos com terraço, mas com Arminia Bielefeld ganhar a promoção para a Bundesliga, o primeiro carrinho com assentos foi construído. Em 1978 três novos se tinha sido construída e capacidade estádios foi 34.222. Em 1985 teve graves problemas estruturais reduziram a capacidade de 18.500, e mais tarde para 15.000.

## Reconstrução
Em 1996, trabalhos de reconstrução começaram, primeiro o suporte do Norte foi reconstruída e, em seguida, o Stand West, elevando a capacidade para 22.512. Em 1999, o stand do Sul foi reconstruída aumentando a capacidade para 26.601, e em junho de 2007, a capacidade instalada atingiu 28.008 após a conclusão do stand Oriente. O Confronto Oriente apresenta um state-of-the-art telhado de vidro que contém foto voltaica elementos construídos no vidro (em oposição a montado nele) que geram eletricidade para o clube.

## Vídeo Game
A Bielefelder Alm Arena está incluído na série de vídeo game Pro Evolution Soccer, nas versões do game para o Playstation 2, mas devido a falta de direitos de licenciamento, ela aparece com o nome "Blautraum Arena".
Posteriormente, ela finalmente apareceu de maneira licenciada na série FIFA, como parte do acordo entre a Electronic Arts e a Bundesliga.